# 克里斯蒂安堡宫
克里斯蒂安堡宫（丹麥語：Christiansborg Slot）位于丹麦哥本哈根的城堡島（Slotsholmen）上，前身為哥本哈根城堡（丹麥語：Københavns Slot），自完工以來即為丹麥重要的政治中樞之一。丹麦的行政、司法、立法三大政府机构均以克里斯蒂安堡宫作为总部，使得克里斯蒂安堡宫成为世界上唯一一座容纳一个国家所有三大政府机构的建筑。

## 歷史
克里斯蒂安堡宫的原址為阿布薩隆城堡（Absalon's Castle）最早建于1167年，是於阿布萨隆大主教所興建之要塞建築，然而在完工近兩個世紀，由於城堡在海峽貿易的價值，因此國王和主教一直在爭奪城堡和哥本哈根的所有權。因此阿布薩隆城堡經常受到攻擊，例如受到漢薩同盟的攻擊，1370年，由於丹麥國王瓦爾德瑪四世在與漢薩同盟的衝突中擊敗，因此漢薩同盟下令拆除這座城堡。他們派出40名石匠一塊一塊地拆毀城堡，島上的廢墟被土方工程覆蓋，並在其上建造了全新的堡壘哥本哈根城堡（丹麥語：Københavns Slot）。
1417年至1794年間，哥本哈根城堡是成為丹麥國王的主要居所和政府中心，其中城堡曾多次重建，爾後皇室則遷居阿馬林堡宮至今，原本的哥本哈根城堡在1731年牆壁開裂後則進行拆除工程，並先後在原地建造第一克里斯蒂安堡宮與第二克里斯蒂安堡宮，不過十八世纪末叶毁于一场大火，现在的宫殿則是1907年興建，並在1928年完成的巴洛克式建筑。也是丹麦中央政府的办公处，丹麦议会所在地，因此也称为“议会大厦”。首相办公室、丹麦最高法院都设在宫内，丹麦政府各部大臣在此也设有一间办公室。现在堡中一部分由丹麦王室所有，包括皇家迎宾室、皇家教堂和皇家马厩。

### 當代
宮殿大致分為兩部分，議會位於南翼，皇家接待室、最高法院和總理辦公室則位於北翼。
这里同时也是一座博物馆，自1924 年開始便经常开放供人参观。地下展出有12世纪初的哥本哈根城堡遗迹和最早建造的部分城池。目前建築歸丹麥政府所有，由宮殿和財產局管理。

## 圖片

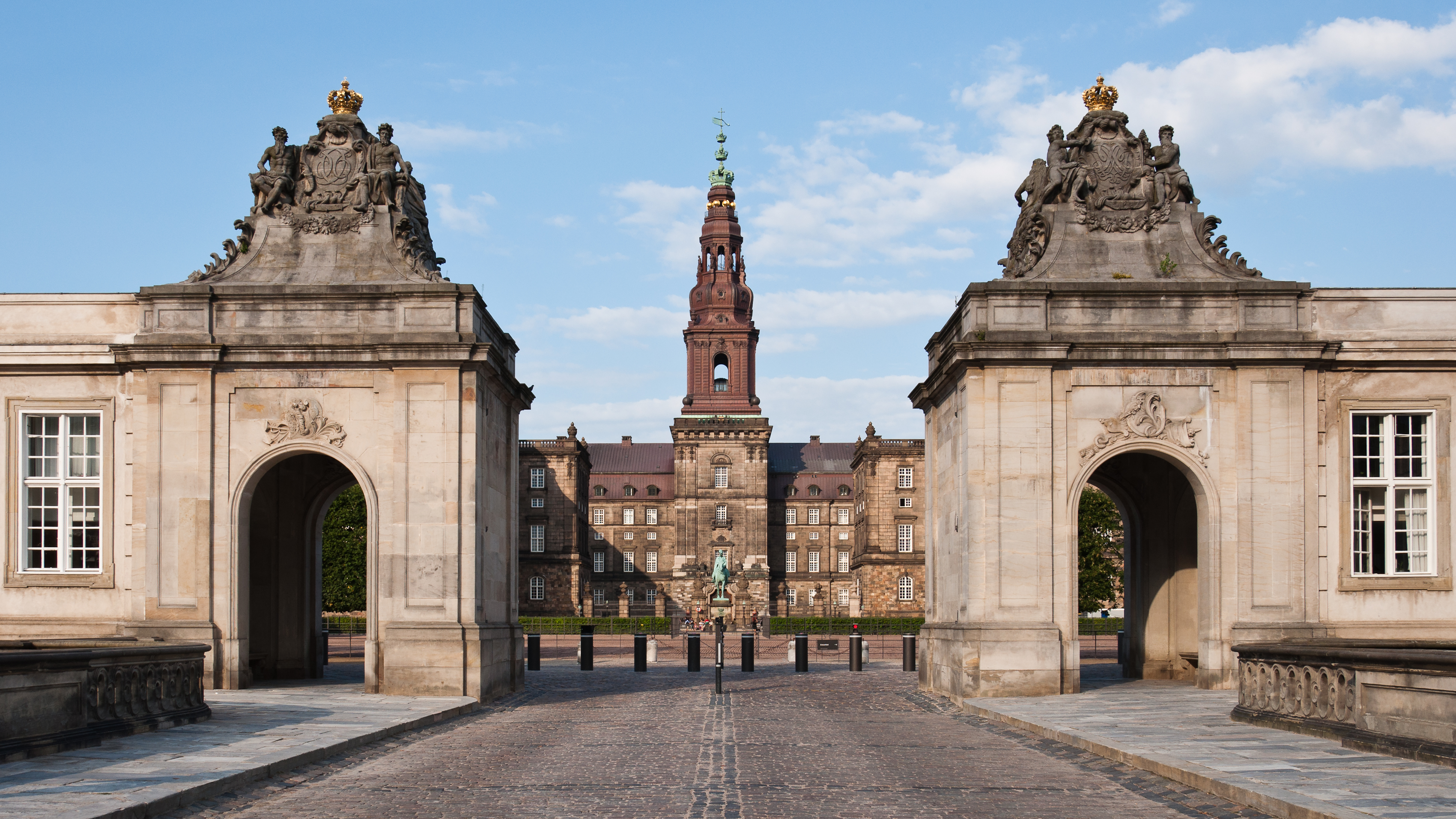
皇家馬厩的正門，大理石橋兩側各有兩個洛可可式涼亭，建於 1739 年。
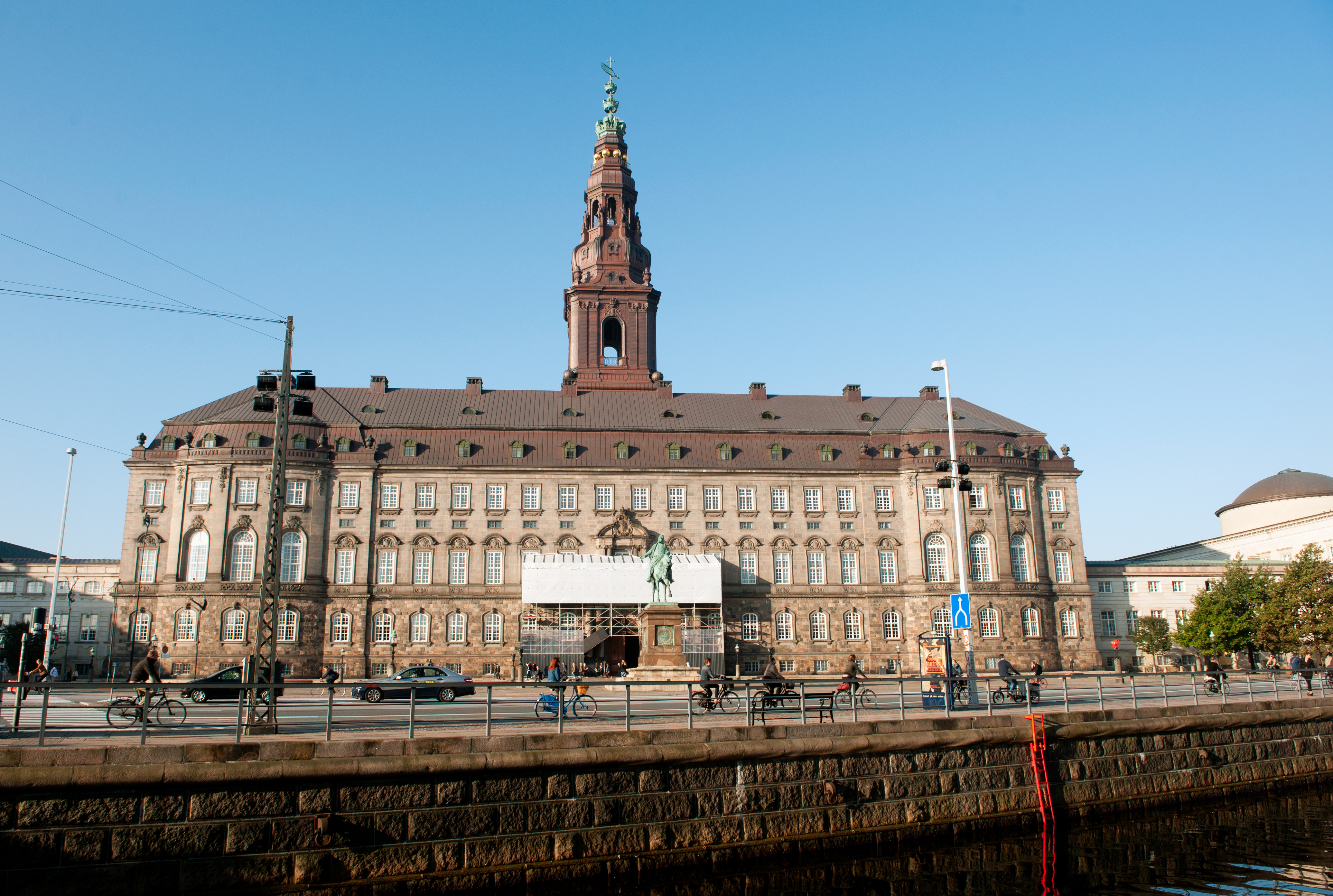
宮殿前
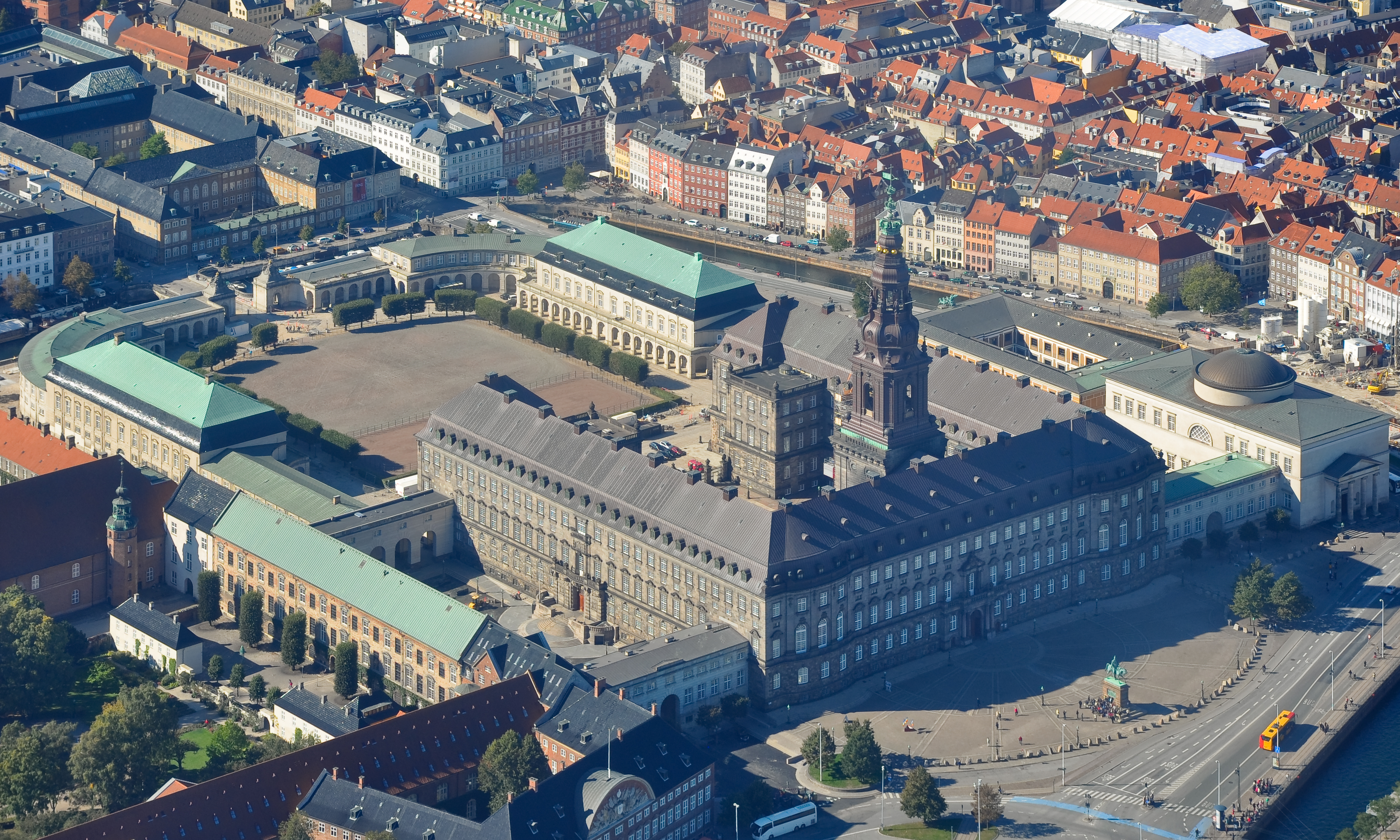
從東方鳥瞰

## 外部連結
- Christiansborg Palace （页面存档备份，存于）
- Folketinget (Parliament)
- The Prime Minister's Office
- The Monarchy （页面存档备份，存于）
- The Royal Stables
- The Theatre Museum in the Court Theatre （页面存档备份，存于）
- Visiting Copenhagen (AOK) （页面存档备份，存于）
- Copenhagen-Portal – Christiansborg Castle – The Danish Parliament （页面存档备份，存于）
- Tårnet (The Tower) （页面存档备份，存于）